# Celine Martin

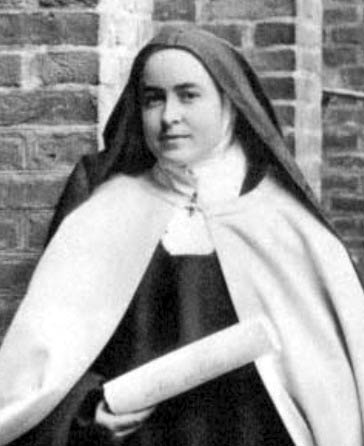
Sr. Geneviève de la Sainte Face im Habit der unbeschuhten Karmelitinnen

Marie-Céline Martin, Ordensname Geneviève de la Sainte Face (Genoveva vom Heiligen Antlitz) (* 28. April 1869 in Alençon, Frankreich; † 25. Februar 1959 in Lisieux, Frankreich) war Nonne im Orden der Unbeschuhten Karmelitinnen. Sie war eine leibliche Schwester der hl. Therese von Lisieux und zugleich deren Mitschwester im Karmel von Lisieux.

## Leben

### Kindheit
Céline Martin wurde als siebtes Kind der hll. Zélie und Louis Martin in Alençon in der Normandie geboren, wo sie die ersten Jahre ihrer Kindheit verbrachte. Nach dem Tod ihrer Mutter am 28. August 1877 siedelte die Familie Martin nach Lisieux um, wo sie sich in der Villa Les Buissonnets niederließ. Celine besuchte von 1877 bis 1885 als Halbpensionärin die Klosterschule der Benediktinerinnenabtei in Lisieux. Sie zeigte früh eine künstlerische Begabung. Unter den Schwestern Martin hatte sie eine besonders innige Beziehung zu Therese.

### Ordensleben
In den Jahren 1889 bis 1894 pflegte Céline ihren Vater in Caen. Nach seinem Tode trat sie am 14. September 1894 im Alter von 25 Jahren als Postulantin in den Karmel von Lisieux ein, in dem schon ihre Schwestern Pauline, Marie und Therese lebten. Zur Einkleidung nahm sie den Ordensnamen Geneviève de la Sainte Face an.
Therese war im Karmel die Novizenmeisterin Sr. Genevièves.
Sr. Geneviève wurde in den Jahrzehnten nach Thereses Tod zu einem der wichtigsten Zeugen ihres Lebens und ihres „kleinen Weges“. Einige Fotos und Gemälde von Therese, auch Andachtsbilder, wurden von ihr gemacht bzw. entworfen. 1952 erschien ein von ihr verfasstes Buch über das Leben ihrer Schwester unter dem Titel Conseils et Souvenirs („Ratschläge und Erinnerungen“), welches sie kurz vor ihrem Tod noch einmal überarbeitete und das 1988 in deutscher Sprache veröffentlicht wurde.

## Werke
- Céline Martin, Therese von Lisieux – Erinnerungen an meine Schwester. Johannes-Verlag Leutesdorf, Koblenz 2003, 1. Neuauflage, ISBN 3-7794-1486-4